# Bryce Washington
Bryce Washington (New Orleans, 25 gennaio 1996) è un cestista statunitense.